# Gary Bergen
Gary Dean Bergen (nacido el 16 de julio de 1933 en Independence, Misuri y fallecido el 27 de julio de 2010 en Erie, Colorado) fue un jugador de baloncesto estadounidense que jugó una temporada en la NBA. Con 2,03 metros de estatura, lo hacía en la posición de ala-pívot.

## Trayectoria deportiva

### Universidad
Tras jugar dos años con los Wildcats de la Universidad Estatal de Kansas, jugó dos temporadas más con los Utes de la Universidad de Utah, en las que promedió 12,9 puntos y 12,4 rebotes por partido. En las dos temporadas fue elegido en el mejor quinteto de la ya desaparecida Skyline Conference.

### Profesional
Fue elegido en la decimosegunda posición del Draft de la NBA de 1956 por New York Knicks, con los que jugó 6 partidos, promediando 1,3 puntos y 1,3 rebotes.

## Estadísticas de su carrera en la NBA

### Temporada regular
| Temporada | Edad | Equipo          | Liga | P | TIT | MIN | TC  | TCA | %TC  | 3P | 3PA | %3P | TL  | TLA | %TL   | R.OF. | R.DEF. | REB | ASIS | ROB | TAP | PER | FP  | PTS |
| 1956-57   | 24   | New York Knicks | NBA  | 6 |     | 6.7 | 0.5 | 1.8 | .273 |    |     |     | 0.3 | 0.3 | 1.000 |       |        | 1.3 | 0.2  |     |     |     | 0.7 | 1.3 |
| Total     |      |                 | NBA  | 6 |     | 6.7 | 0.5 | 1.8 | .273 |    |     |     | 0.3 | 0.3 | 1.000 |       |        | 1.3 | 0.2  |     |     |     | 0.7 | 1.3 |